# Couleur molle
Dans le domaine de l'astronomie des rayons X, le terme de couleur molle désigne la mesure de l'intensité relative de deux régions du spectre électromagnétique situées dans le domaine des rayons X peu énergétiques (partie « molle » du spectre, ou soft en anglais). Ceci apparaît comme une sorte de généralisation au concept d'indice de couleur, mais dans le domaine des rayons X. Transcrit dans le domaine visible, la couleur molle correspond au rapport entre la partie intermédiaire (vert-jaune) et la partie de basse énergie (rouge) d'un spectre, en l'occurrence l'indice V-R, par opposition à U-B pour la couleur dure.
Le concept de couleur molle s'oppose à la couleur dure, correspondant à une région plus énergétique du spectre (qui dépend de celle utilisée pour la couleur molle).

## Définition
La couleur molle est définie à partir de trois (ou éventuellement quatre) bandes spectrales dans le domaine des rayons X. Elle est donnée par le rapport des intensités mesurées entre la seconde et la première bande (les deux bandes les moins énergétiques). Le choix des deux bandes définissant la couleur molle est essentiellement déterminée par la nature de la source considérée. Dans le cas d'une binaire X, on prendra deux bandes intermédiaires (par exemple, de 1 à 4 keV et de 4 à 6 keV), alors que pour des noyaux actifs de galaxies, on préfèrera des bandes dont l'énergie maximale n'excède pas 1 ou 2 keV.

## Application
On peut, à l'aide de la couleur molle et de la couleur dure, déterminer la position d'un objet (de son spectre) sur un diagramme appelé diagramme couleur-couleur, correspondant plus ou moins aux coordonnées trichromatiques en colorimétrie. Divers objets astrophysiques, notamment les binaires X, sont classifiés selon les positions qu'ils peuvent prendre dans un tel diagramme (source Z et source atoll, notamment).

## Référence
- (en) Walter H. G. Levin, Jan van Paradijs et Edward P. G. van den Heuvel (éditeurs), X-Ray Binaries, Cambridge University Press, 1995, 664 p. (ISBN 0521416841), page 315.